# Hernando Sinisterra
Hernando Sinisterra, né le 25 mars 1893 et mort le 2 juin 1958, est un acteur, pianiste et compositeur de musique colombien.

## Vie privée
Hernando Sinisterra nait le 25 mars 1893 à Cali, dans le département du Valle del Cauca, en Colombie. Dernier d'une fratrie de quinze enfants, il a pour parents María Josefa Gómez et un général de la République. Il se marie en 1920 avec sa nièce Elisa Sinisterra Cruz. Il décède le 2 juin 1958 à Cali, à la suite de problèmes cardiaques.

## Carrière au cinéma
En 1922, Hernando Sinisterra joue le personnage d'Efraín dans le film María de Máximo Calvo Olmedo et Alfredo del Diestro. Néanmoins, il s'avère que ce rôle est attribué dans un premier temps à un autre acteur, Hernando Domínguez. Mais, ce dernier, ayant trop d'exigences, est finalement écarté au profit de Sinisterra.